# 이란-이라크 전쟁

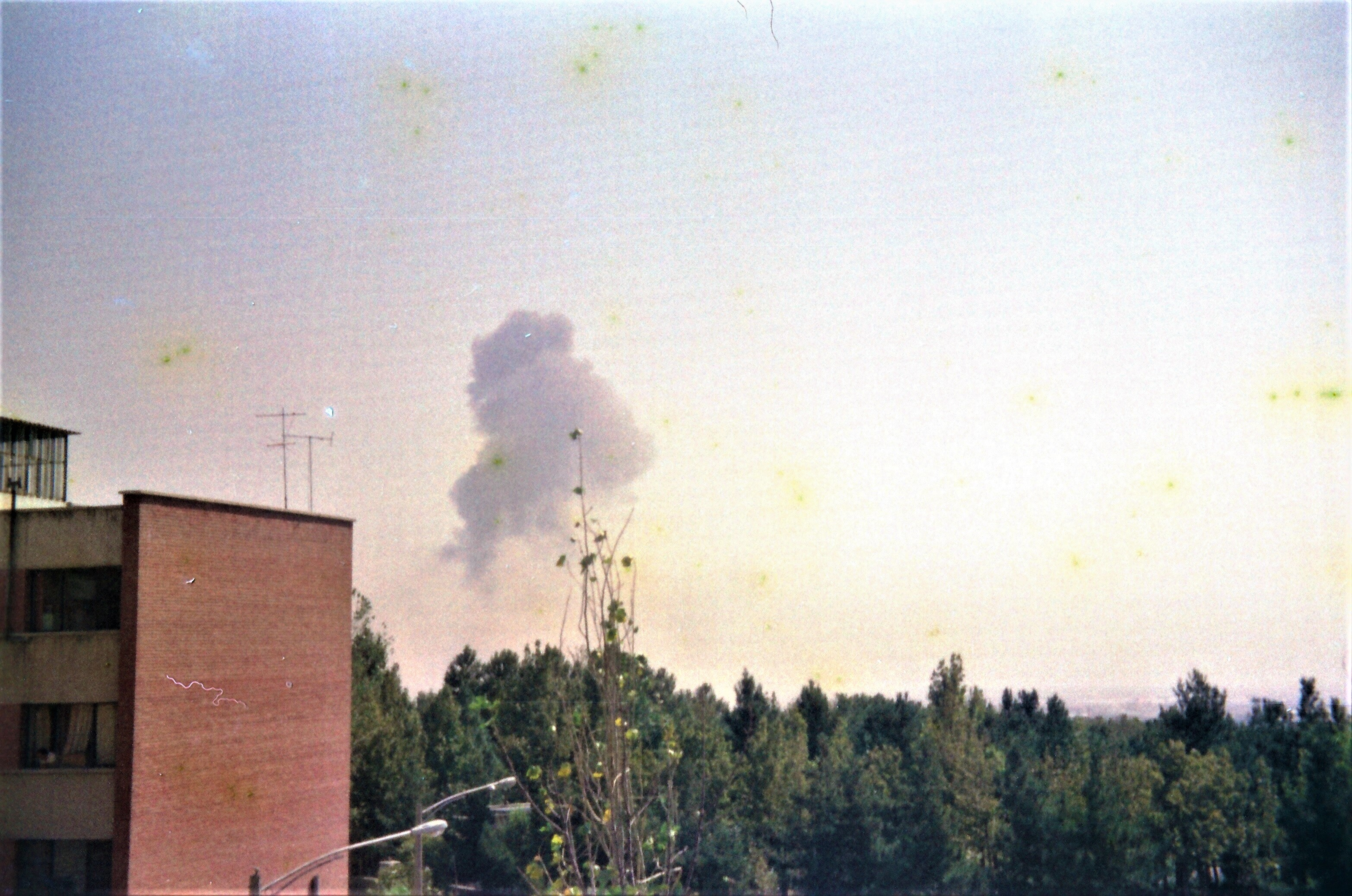
이란-이라크 전쟁 - 1980년 9월 22일 - 테헤란

이란-이라크 전쟁은 1980년 9월 22일 이라크 사담 후세인이 이란을 침공하며 발생했다. 주 목표는 샤트알아랍강 획득 및 이란혁명정권의 타도였다. 이라크는 선전포고 없이 이란을 공격했지만 전쟁을 진척하지 못하고 이란에게 격퇴된다. 유엔 안보리의 휴전 명령에도 불구하고 이라크는 1988년 8월 20일까지 백만여 명의 사상자를 내며 전쟁을 계속한다. 2003년 마지막 포로가 교환되었다. 이란-이라크 전쟁은 지역과 국제 정세에 영향을 주었다.

## 배경
양국은 국민 대다수가 이슬람교도이나 이란은 그 중 80% 이상이 시아파고 이라크는 시아파와 수니파로 2등분되어있으나 전통적으로 수니파가 상대적으로 다수인 시아파를 지배함으로써 양국은 과거부터 갈등을 겪고 있었고 이란 혁명 성공으로 강경 급진 시아파가 집권함으로써 양국 관계가 격화되기 시작했다.
또한 양국은 제각기 이슬람 정통 계승과 페르시아 상속자임을 자처하며 호르무즈 해협 3개 도서(島嶼)와 샤트알아랍 강 수로의 영유권을 주장, 역사적 분쟁을 겪어오고 있었다.
이란 혁명 이후 이란의 시아파 정부는 이라크가 후제스탄 지역 반정부 세력을 지원하고 있으며 이라크 내 시아파를 박해한다고 비난하는 등 설전을 했고 이라크는 내정 간섭 중지를 경고함과 동시에 이란이 이라크 내 반정부 세력을 지원하고 있다고 맞받아치는 등 긴장이 고조되기 시작했고 국경에서 무력 충돌로 확대됐다.
여기에 이란의 중동에 대한 이슬람 혁명 파급기도와 팔레비 왕조의 붕괴로 중동 제일의 군사강국 지위를 점한 이라크의 제국주의적 팽창 정책 또한 주요 원인으로 작용했다.
중동지역에서 가장 강력한 친미정권으로 이스라엘과 함께 미국 중동정책의 거점이던 샤 팔레비 이란 왕조가 이란 혁명으로 1979년에 붕괴하며 미국과 서방국가의 영향력이 크게 감소했고 이는 중동 지역에 일시적인 힘의 공백을 가져왔다.
서방 국가들은 이란에 등장한 이슬람정권의 영향으로 중동 전역에 반미, 반서방 이슬람 원리주의 물결이 일것을 우려하고 있었다. 이란을 견제하기 위해 전통적으로 이란과 대립관계에 있던 이라크에 접근하여 후세인 정권에게 막대한 외교, 경제, 군사적 지원을 시작했다.
영국과 프랑스는 전쟁 초기부터 이라크에 상당량의 무기를 팔았고 미국은 후세인정권의 무차별적인 화학무기 사용과 민간인 학살도 묵인하였다.

## 전개
이란은 이란 인질 사건으로 서방의 경제봉쇄를 당할 위기에 놓였고 이란 정규군 또한 혁명 과정에서 전력이 약화된 것을 계기로 이라크는 1975년 체결된 양국간 국경 조약을 불평등 조약이라고 선언, 9월 17일 이의 폐기와 호르무즈 해협 3개 도서 및 샤트알아랍 수로에 대한 주권을 선언하고 9월 22일 이란에 대한 전면 침공을 개시하였다.
당시 이란은 혁명의 후유증으로 내부적 재편성을 겪음과 동시에 미국과의 인질 사태로 서방 측으로부터 경제봉쇄 조치를 당하고 있었고, 혁명과 원유 수출 중단에 대외 자산까지 동결되어 재정은 파탄지경에 이르렀으며, 혁명 정부 내부에서도 민주·민족·급진 이슬람 3파의 헤게모니 쟁탈전이 가속화되고 있었다.
팔레비 당시 중동 제일의 전력을 자랑하던 이란 정규군은 혁명 과정에서 약화되기 시작하여 호메이니가 혁명수비대(친위군)를 조직함으로써 그 위상까지 퇴조하였으며, 미·이란 인질 사태 이후 군수품 공급 중단으로 실질적인 전력을 기대하기는 어려웠다.
따라서 군사 전문가들이나 이라크 자신도 이 전쟁은 단기간 내에 이라크의 완전한 승리로 끝나리라고 예상했으며 초기에는 그러한 상황이 전개되었다.
그러나 의맹은 권위적 지도하의 시아파 이슬람주의에 기초한 이란 국민의 영웅적 저항은 11월 이후 정규군·혁명수비대·민병대의 반격이라는 예상치 못한 사태의 변화로 나타났고, 1년 이내에 끝날거같다는 예상과달리 8년 동안에 수 십만의 사상자가 발생하고, 3천억 달러 이상의 전쟁 비용이 투입되는 미증유의 소모전이 계속되었다.
이란·이라크전의 첫 번째 파급 효과는 미·이란 인질사태의 종식으로, 이란으로서는 전쟁 수행에 있어서 전비 충당과 미국의 위협 제거라는 목적에서 볼 때 당연한 귀결이었다. 이라크는 예상 외로 전세가 불리해지자 조기 종식을 기도, 일방적인 휴전을 제의하였으나 호메이니는 이라크 정권 타도라는 초강경 자세를 고수하여 오히려 이란측이 이라크 영내로 진입하였고, 이 시점에 이르러 이라크 역시 전쟁을 계속할 수밖에 없었다.
이란·이라크 전쟁은 1979년 이집트·이스라엘 평화협정 이래 또다시 중동의 혼란을 가져왔다. 아랍 군주국들은 이란의 시아파 혁명의 파급이란 결국 자신들의 권익상실이라는 것에 반발하여 이라크에 대한 지원과 접근을 강화했고, 이란 역시 이들에 대한 단교와 경고 조치로 대응했다. 또한 이란은 전비 조달을 위해 OPEC의 공시가(公示價) 이하로 원유를 덤핑판매하여 산유국들과 마찰을 일으킬 수밖에 없었다.
이란·이라크 전쟁은 양측이 서로 치명적 타격을 가하기 위해 이라크가 이란의 유전 지대를 공격하기 시작하고 이란이 전면 공격을 가하는 형태로 가열되어 페르시아만 원유 오염 사태가 발생하는 등 페르시아만 전역으로 확대되기 시작했다.
1983년 이탈리아 르 전폭기, 엑조세 미사일 등 최신예 무기판매를 승인함으로써 사태는 증폭되기 시작했다. 이란은 프랑스가 이라크에 무기를 공급할 경우 서방국가 원유 수송로의 중추인 호르무즈 해협을 봉쇄할 것이라고 선언했고 이라크는 이란의 항만 지역에 기뢰를 부설했다고 발표, 이란·이라크 전쟁은 중대 위기로 치달았다.
1984년에 접어들면서 양측은 상대국 출입 유조선에 대한 공격을 시작, 페르시아만을 항해하는 유조선에 무차별 공격을 가해 주변국(특히 GCC)들과 석유 공급의 대부분을 중동에 의존하고 있는 서방측 석유 소비 국가들을 긴장시켰다.
걸프협력회의(GCC) 회원국 중 사우디아라비아가 이란 전투기를 격추하는 사건이 발생하고 사태를 진정시키려는 국제 연합의 중재도 무산되었으며, 이라크가 이란 영공 전역을 '전쟁 지역'으로 선포함과 동시에 화학무기(독가스)를 사용하는 등 전쟁은 최악의 국면으로 심화되었다.
또한 중동 전역은 레바논 내전의 격화까지 겹쳐 폭탄 테러·여객기 납치·외국인 납치사건 등이 발생, '테러의 해'로 지칭되리만큼 혼돈 속에 휩싸였다. 여기에 1979년 제2차 석유파동 이후 석유 수요의 감소와 OPEC의 내분으로 공급 과잉과 유가 하락 사태가 발생, GCC를 중심으로 한 산유국 경제가 침체일로를 걷자 이란·이라크 전쟁에 대한 부정적 시각이 심화되기 시작했다. 1986년 이란·이라크 전쟁의 여파는 미국으로까지 확대되었다.

## 같이 보기
- 이란-콘트라 사건
- 사우디아라비아-이란 대리 분쟁
- 바빌론 작전
- 레이건 독트린
- 하산 피루자바디
- 모하마드 바게르 갈리바프
- 모하마드 레자 자헤디
- 가셈 솔레이마니
- 마르잔 사트라피

## 참고 자료
- 이 문서에는 다음커뮤니케이션(현 카카오)에서 GFDL 또는 CC-SA 라이선스로 배포한 글로벌 세계대백과사전의 내용을 기초로 작성된 글이 포함되어 있습니다.